# Pilumnus nuttingi
Pilumnus nuttingi är en kräftdjursart som beskrevs av M. J. Rathbun 1906. Pilumnus nuttingi ingår i släktet Pilumnus och familjen Pilumnidae. Inga underarter finns listade i Catalogue of Life.